# Мостовой, Артём Александрович
Артём Александрович Мостовой (укр. Артем Олександрович Мостовий; 5 октября 1983, Киев, СССР) — украинский футболист, нападающий.

## Биография
В 2003 году попал в состав любительского клуба «Буча-КЛО». Летом 2003 года перешёл в киевский «Арсенал-2». После выступал за дубль киевского «Арсенала». Летом 2006 года перешёл в бориспольской «Борисфен», клуб выступал в Первой лиге. Зимой 2007 года оказался в алчевской «Стали», где главным тренером был Тон Каанен. В Высшей лиге дебютировал 11 марта 2007 года в матче против мариупольского «Ильичёвца» (0:0), Мостовой вышел на 85 минуте вместо Жоземара. По итогам сезона 2006/07 «Сталь» заняла последние 16 место и вылетела из Высшей лиги, Мостовой провёл всего 4 матча в вышке. Зимой 2008 года перешёл в черкасский «Днепр», в команде стал основным игроков сыграв 18 матчей и забив 6 мячей в Первой лиге.
Летом 2008 года побывал на просмотре в минском «Динамо», но оказался в составе новичка Премьер-лиги в ФК «Львов». В команде долго не задержался, в сентябре перешёл в черниговскую «Десну».